# Conflito na Ossétia do Norte de 1992
O Conflito na Ossétia do Norte de 1992 ou Conflito inguchétio-osseta foi um conflito inter-étnico no Distrito de Prigorodny, parte da Rússia, uma subdivisão federal da Ossétia do Norte-Alânia, que começou em 1989 e desenvolveu uma breve guerra étnica em 1992 entre as autoridades locais inguchétias e paramilitares unidades ossétias.
Segundo o Human Rights Watch de Helsinki, uma campanha de limpeza étnica foi orquestrada por militantes da Ossétia do Norte-Alânia durante os eventos do mês de Outubro e Novembro de 1992, resultando na morte de mais de 600 civis inguches e na expulsão de cerca de 60.000 habitantes do Distrito de Prigorodny.

## Origens do conflito
Durante a fundação da União Soviética, a região da Checheno-Inguchécia (hoje Chechenia e Inguchétia), foi fundida e nomeada República Socialista Soviética Autônoma da Checheno-Ingushkaya. Em 1944, perto do fim da II Guerra Mundial, os ingushes e os chechenos foram acusados de colaborar com os nazistas. Por ordem de Stalin, centenas de milhares de chechenos e inguches foram deportados para a Ásia Central e a Sibéria, devido à sua suposta colaboração com a Alemanha nazista. O Distrito de Prigorodny, que continha Vladikavkaz, hoje capital da Ossétia do Norte-Alania, e originalmente um distrito inguche, foi transferido para a Ossétia do Norte-Alania.

Mapa mostrando os territórios anteriores da Checheno-Inguchétia que foram dadas a Ossétia e Daguestão.

Em 1957, a repressão stalinista acabou e os inguches e chechenos foram autorizados a regressar à sua terra natal. A República checheno-inguche foi restaurada, mas o distrito de Prigorodny se manteve sob o controle da Ossétia do Norte. Famílias inguches passaram a relocar-se, comprando casas de volta dos ossétios. Em pouco tempo cresceu nos habitantes de Prigorodny a ideia de que o distrito deveria ser devolvido a Inguchétia, o que contribuiu para as já existentes tensões entre as etnias ossétia e inguche. Entre 1973 e 1980, os inguches expressaram as suas exigências para a reunificação do distrito de Prigorodny com a Inguchétia com o estadiamento por vários protestos e reuniões em Grozny (Chechenia).
A situação deteriorou-se em início de 1991, quando os inguches abertamente declararam seus direitos ao distrito de Prigorodny de acordo com a lei aprovada pelos soviéticos no Soviete Supremo da URSS em 26 de abril de 1991, em especial o terceiro e o sexto artigo sobre a "reabilitação territorial." A lei dá a Inguchétia fundamentos jurídicos para suas demandas, o que causou uma grave turbulência na região em que muitas pessoas tivessem livre acesso a armas, resultando em um conflito armado entre a população de etnia inguche do distrito de Prigorodny e milícias armadas ossetas de Vladikavkaz..

## Conflito armado
A violência intermunicipal aumentou constantemente na área do Distrito Prigorodny, a leste do rio Terek, apesar da introdução de 1500 tropas internas soviéticas para a área.
Durante o verão e início do Outono de 1992, houve um aumento constante da militância de nacionalistas inguches. Ao mesmo tempo, houve um aumento constante nos incidentes de ataques organizados, seqüestros e estupros contra habitantes inguches da Ossétia do Norte pelo seus vizinhos ossetas, a polícia, forças de segurança e milícias. Combatentes inguches marcharam para ter controle sobre Prigorodny e na noite de 30 de outubro de 1992, a guerra eclodiu, e durou até 6 de novembro. Embora milícias inguches combateram os ossétios nos bairros e nos arredores da capital da Ossétia do Norte, Vladikavkaz, o resto dos inguches que habitavam a Ossétia do Norte foram violentamente expulsos e expulsos de suas casas. Forças interiores russas participaram ativamente no combate e, por vezes, conduziu combatentes ossétios a batalha.
Em 31 de outubro de 1992, a delegação russa de alto nível chegou a interromper a violência, porém, a primeira implantação de paz russas não começam até ao início de Novembro. Embora as tropas russas freqüentemente interveio para evitar que alguns atos de violência policial e pela Guarda Republicana da Ossétia, a postura das forças russas foi fortemente pró-osseta, não só objetivamente como um resultado da sua implantação, mas subjetivamente também. O Presidente Boris Yeltsin emitiu um decreto, que o distrito de Prigorodny deveria permanecer como parte da Ossétia do Norte, no dia 2 de novembro.
As hostilidades e represálias na Ossétia do Norte produziu cerca de 590 mortos, 1.000 feridos e 1.200 reféns civis entre inguches, bem como 65.000 refugiados ossetas e 9000 inguches.

## Alegações de limpeza étnica
Segundo o Human Rights Watch de Helsinki, os crimes de guerra e limpeza étnica foram cometidos por policiais e guardas republicanos ossétios contra civis inguches. A Human Rights Watch recolheu numerosos materiais de vídeo e fotos mostrando a extrema brutalidade realizadas pela polícia e guardas republicanos da Ossétia contra habitantes inguches do Distrito. A Watch publicou o seu relatório sobre as violações dos direitos humanos e crimes de guerra, com a descrição detalhada dos massacres de civis inguches durante os eventos de outubro e novembro, em Abril de 1996.
A pressão de Moscou resultou em um acordo osseta-inguche mediado pela Rússia em 1995, que induziram as autoridades da Ossétia do Norte em permitir que refugiados inguches de quatro assentamentos em Prigorodny de regressar às suas casas. O retorno da maioria dos refugiados tinham sido bloqueados pelo governo local e apenas os ossétios tinham sido capaz de voltar desde então. Entretanto, casas e assentamentos de inguches antigos, no distrito foram progressivamente ocupados pelos refugiados ossetas da Geórgia.
Em 11 de outubro de 2002, os presidentes da Inguchétia e Ossétia do Norte assinaram "O Acordo de Cooperação e de Promoção da vizinhança" entre as repúblicas, em que refugiados inguches e defensores dos direitos humanos investiram muita esperança. No entanto, a Crise de reféns da escola de Beslan em 2004 dificultou o processo de regresso e agravou as relações osseta-inguches.